# Backsippssläktet
Backsippssläktet eller pulsatillor (Pulsatilla) är ett växtsläkte i familjen ranunkelväxter.
Nyare DNA-forskning ger att backsipporna möjligen borde inkluderas bland de egentliga sipporna i sippsläktet (Anemone), där de också ursprungligen beskrevs av Linné.[källa behövs]
Backsippssläktet kommer från norra halvklotets tempererade områden och det finns omkring 30 arter i släktet. De liknar sipporna men har 5–8 kronblad och fjäderliknande stift på fröet. Bladen sitter oftast vid marken och är håriga. Blommorna liknar klockor. Backsipporna trivs bäst på soliga och väldränerade platser.